# Canon EOS 250D
200D
Le Canon EOS 250D est un appareil photographique reflex numérique compact au format APS-C de 24,2 mégapixels fabriqué par Canon, présenté le 10 avril 2019 et dont la commercialisation a débuté le 25 avril 2019. Son prédécesseur est le 200D. Son processeur DIGIC 8 permet l'enregistrement de vidéos 4K/UHD à 25 im./s.

## Caractéristiques

### Système optique
- Monture à objectifs interchangeables (objectifs EF et EF-S)
- Viseur : Pentamiroir avec couverture d'image d'environ 95 %

### Système de prise de vue
- Capteur CMOS APS-C (22,3 mm × 14,9 mm) AF CMOS Dual Pixel
- Définition : 24,2 millions de pixels
- Ratio image : 3:2
- Autofocus : 9 collimateurs, dont 1 croisé au centre
- Mesure lumière : capteur RVB + IR de 7560 pixels

### Gestion d’images
- Processeur d'images : DIGIC 8

### Boîtier
- Dimensions : 122,4 × 92,6 × 69,8 mm
- Masse : 449 g (avec batterie et carte)
- Affichage : Écran tactile 3 pouces (7,7 cm) orientable

### Autres caractéristiques
- Vidéo 4K/UHD à 25 images/s
- Vidéo Full HD 1080p à 60 images/s
- Enregistrement des vidéos aux formats MOV et MP4
- Flash intégré
- Fonction HDR
- Connexions Bluetooth, NFC et Wi-Fi